# Chagny, Ardennes

Chagny este o comună în departamentul Ardennes din nordul Franței. În 1 ianuarie 2022 avea o populație de 172 de locuitori.